# Big Youth
Manley Augustus Buchanan (Kingston, 19 april 1949), beter bekend als Big Youth, is een Jamaicaanse diskjockey die bekendheid verwierf in de jaren 70.

## Levensloop
Hij werd geboren in een gezin van vijf kinderen. Op 14-jarige leeftijd verliet hij de school en begon te werken in verschillende hotels. Hij begon zijn carrière als dj bij Lord Tippertone Soundsystems die voornamelijk populair waren in zijn thuisstad Kingston. 
Big Youth werd bekend voor zijn 'Toasting', een vorm van spreekgezangen op dub-tonen. 

## Discografie

### Albums
- 1973 - Screaming Target
- 1975 - Dread Locks Dread
- 1976 - Hit The Road Jack
- 1976 - Natty Cultural Dread
- 1977 - Reggae Phenomenon
- 1978 - Isaiah First Prophet Of Old
- 1978 - Reggae Gi Dem Dub
- 1979 - Progress
- 1980 - Rock Holy
- 1981 - Some Great Big Youth
- 1982 - The Chanting Dread Inna Fine Style
- 1984 - A Luta Continua
- 1984 - Live At Reggae Sunsplash

### Compilations
- Chi Chi Run
- DJ Originators Head To Head
- Everyday Skank
- Natty Universal Dread
- Ride Like Lightning